# Oxygonum alatum
Oxygonum alatum är en slideväxtart som beskrevs av William John Burchell. Oxygonum alatum ingår i släktet Oxygonum och familjen slideväxter. Utöver nominatformen finns också underarten O. a. longisquamatum.